# Décès en mars 1886
Décès
- 1882
- 1883
- 1884
- 1885
- 1886
- 1887
- 1888
- 1889
- 1890

Pour une information complémentaire, voir la page d'aide.

| Date     | Nom                                             | Pays                          | Activités                                                                    | Âge   | Source |
| -------- | ----------------------------------------------- | ----------------------------- | ---------------------------------------------------------------------------- | ----- | ------ |
| 1er mars | Otto von Corvin                                 | Drapeau de l'Allemagne        | Journaliste allemand.                                                        | 73    |        |
| 1er mars | Charles-Joseph Lecointe                         | Drapeau de la France          | Peintre français.                                                            | 63    |        |
| 2 mars   | John Cooper Forster                             | Drapeau du Royaume-Uni        | Médecin britannique.                                                         | 62    |        |
| 3 mars   | Angelo Jacobini                                 | Drapeau de l'Italie           | Cardinal italien.                                                            | 60    |        |
| 3 mars   | William McDougall                               | Drapeau du Canada             | Homme politique canadien.                                                    | 54/55 |        |
| 4 mars   | Pierre-Gaston Jourdain                          | Drapeau de la France          | Peintre français.                                                            | 41    |        |
| 4 mars   | Vicente García González                         | Drapeau de l'Espagne          | Général cubain.                                                              | 53    |        |
| 5 mars   | Jean Durand de Villers                          | Drapeau de la France          | Général français.                                                            | 71    |        |
| 5 mars   | Henry Morris Naglee                             | Drapeau des États-Unis        | Général américain.                                                           | 71    |        |
| 6 mars   | Charles Jeannel                                 | Drapeau de la France          | Philosophe et écrivain français.                                             | 77    |        |
| 6 mars   | Julia Evelina Smith                             | Drapeau des États-Unis        | Militante américaine.                                                        | 93    |        |
| 8 mars   | Auguste Gougeard                                | Drapeau de la France          | Général et homme politique français.                                         | 58    |        |
| 8 mars   | Jean Langlois                                   | Drapeau du Canada             | Homme politique canadien.                                                    | 62    |        |
| 8 mars   | John Franklin Miller                            | Drapeau des États-Unis        | Général et homme politique américain.                                        | 54    |        |
| 9 mars   | William Smith Clark                             | Drapeau des États-Unis        | Chimiste américain.                                                          | 59    |        |
| 9 mars   | Eugène Jeanmaire                                | Drapeau de la France          | Homme politique français.                                                    | 77    |        |
| 10 mars  | Friedrich Karl Hausmann                         | Drapeau de l'Allemagne        | Peintre allemand.                                                            | 60    |        |
| 11 mars  | Léonce Angrand                                  | Drapeau de la France          | Diplomate, dessinateur et collectionneur français.                           | 77    |        |
| 11 mars  | Franz Antoine                                   | Drapeau de l'Autriche-Hongrie | Jardinier austro-hongrois.                                                   | 71    |        |
| 11 mars  | Éloy Ernest Forestier de Boinvilliers           | Drapeau de la France          | Avocat et homme politique français.                                          | 86    |        |
| 12 mars  | Alfred Frédéric Philippe Auguste Napoléon Ameil | Drapeau de la France          | Général français.                                                            | 75    |        |
| 12 mars  | Joseph de Riquet de Caraman                     | Drapeau de la Belgique        | Homme politique belge.                                                       | 77    |        |
| 15 mars  | Georges Dampt                                   | Drapeau de la France          | Homme de lettres français.                                                   | 28/29 |        |
| 15 mars  | Jean Firmin Darnaud                             | Drapeau de la France          | Homme politique français.                                                    | 90    |        |
| 15 mars  | Michael Hahn                                    | Drapeau des États-Unis        | Homme politique américain.                                                   | 55    |        |
| 15 mars  | William Irwin                                   | Drapeau des États-Unis        | Homme politique américain.                                                   | 58    |        |
| 15 mars  | Henry Pelham                                    | Drapeau du Royaume-Uni        | Homme politique britannique.                                                 | 81    |        |
| 15 mars  | Edward Tuckerman                                | Drapeau des États-Unis        | Botaniste américain.                                                         | 68    |        |
| 15 mars  | James Iredell Waddell                           | Drapeau des États-Unis        | Militaire américain.                                                         | 61    |        |
| 16 mars  | William Landsborough                            | Drapeau de l'Écosse           | Explorateur écossais.                                                        | 61    |        |
| 16 mars  | Julie Lavergne                                  | Drapeau de la France          | Écrivaine française.                                                         | 62    |        |
| 17 mars  | Louis Bordèse                                   | Drapeau de la France          | Compositeur français.                                                        | 71/72 |        |
| 17 mars  | Louis Marie Alphonse Depuiset                   | Drapeau de la France          | Entomologiste français.                                                      | 63    |        |
| 17 mars  | Pierre-Jules Hetzel                             | Drapeau de la France          | Éditeur, auteur et homme politique français.                                 | 72    |        |
| 17 mars  | Leopold Zunz                                    | Drapeau de l'Allemagne        | Rabbin et homme politique allemand.                                          | 91    |        |
| 18 mars  | Alexandre Okinczyc                              | Drapeau de la France          | Médecin français.                                                            | 47    |        |
| 18 mars  | Jean Alexandre Vaillant                         | Drapeau de la Roumanie        | Linguiste et homme politique franco-roumain.                                 | 81    |        |
| 20 mars  | Alfred Assollant                                | Drapeau de la France          | Romancier français.                                                          | 58    |        |
| 20 mars  | Thomas Spencer Cobbold                          | Drapeau du Royaume-Uni        | Médecin britannique.                                                         | 57    |        |
| 20 mars  | Thomas Costes                                   | Drapeau de la France          | Homme politique français.                                                    | 73    |        |
| 20 mars  | Gaspard Launois                                 | Drapeau de la France          | Homme politique français.                                                    | 80    |        |
| 21 mars  | Albert Brandenburg                              | Drapeau de la France          | Homme politique français.                                                    | 51    |        |
| 21 mars  | Friedrich von Spankeren                         | Drapeau de l'Allemagne        | Homme politique allemand.                                                    | 81    |        |
| 22 mars  | François Fialeix                                | Drapeau de la France          | Maître-verrier français.                                                     | 68    |        |
| 22 mars  | Gustave Hansotte                                | Drapeau de la Belgique        | Architecte belge.                                                            | 58    |        |
| 23 mars  | René de Cornulier                               | Drapeau de la France          | Amiral et homme politique français.                                          | 74    |        |
| 23 mars  | Pèdre Moisant                                   | Drapeau de la France          | Archéologue et collectionneur français.                                      | 80    |        |
| 23 mars  | Léon Vimal-Dessaignes                           | Drapeau de la France          | Homme politique français.                                                    | 73    |        |
| 24 mars  | Germain Célestin Édouard Fournié                | Drapeau de la France          | Médecin français.                                                            | 53    |        |
| 25 mars  | Marie-Thérèse de Modène                         | Pays inconnu                  | Comtesse de Chambord, "Reine de France" en exil (pour le parti légitimiste). | 68    |        |
| 25 mars  | Samuel Ward Francis                             | Drapeau des États-Unis        | Médecin et inventeur américain.                                              | 50    |        |
| 26 mars  | William Amherst                                 | Drapeau du Royaume-Uni        | Homme politique britannique.                                                 | 80    |        |
| 26 mars  | Antonio Bignoli                                 | Drapeau de l'Italie           | Peintre italien.                                                             | 74    |        |
| 26 mars  | Juan Serrano Oteiza                             | Drapeau de l'Espagne          | Écrivain et journaliste espagnol.                                            | 48    |        |
| 26 mars  | Juan Serrano Oteiza                             | Drapeau de l'Espagne          | Écrivain et journaliste espagnol.                                            | 48    |        |
| 27 mars  | Henri Forneron                                  | Drapeau de la France          | Historien français.                                                          | 51    |        |
| 27 mars  | Julian Schmidt                                  | Drapeau de l'Allemagne        | Historien littéraire allemand.                                               | 68    |        |
| 28 mars  | Robert Caze                                     | Drapeau de la Suisse          | Écrivain et poète suisse.                                                    | 33    |        |
| 29 mars  | Étienne Ancelon                                 | Drapeau de la France          | Homme politique français.                                                    | 79    |        |
| 29 mars  | Théodore Lissignol                              | Drapeau de la Suisse          | Homme politique suisse.                                                      | 66    |        |
| 29 mars  | Gustavo Mazè de la Roche                        | Drapeau de l'Italie           | Général et homme politique italien.                                          | 61    |        |
| 30 mars  | Ellen Harding Baker                             | Drapeau des États-Unis        | Astronome et professeur américaine.                                          | 38    |        |
| 30 mars  | Jean-Joseph Charlier                            | Drapeau de la Belgique        | Révolutionnaire belge.                                                       | 91    |        |
| 30 mars  | Joseph-Alfred Mousseau                          | Drapeau du Canada             | Homme politique canadien.                                                    | 48    |        |
| 31 mars  | Edward Douglas-Pennant                          | Drapeau du Royaume-Uni        | Homme politique britannique.                                                 | 85    |        |
| 31 mars  | Marie Heilbron                                  | Drapeau de la Belgique        | Soprano belge.                                                               | 34    |        |
| 31 mars  | Victor Paillard                                 | Drapeau de la France          | Bronzier français.                                                           | 80    |        |
| 31 mars  | Jean Louis Protche                              | Drapeau de l'Italie           | Ingénieur italien.                                                           | 68    |        |
| 31 mars  | Amos Wright                                     | Drapeau du Canada             | Homme politique canadien.                                                    | 76    |        |
| 31 mars  | Joseph Bohdan Zaleski                           | Drapeau de la Pologne         | Poète polonais.                                                              | 84    |        |